# 阿尔卡拉斯 (莱里达省)
阿尔卡拉斯，是西班牙加泰罗尼亚莱里达省的一个市镇。 总面积115平方公里，总人口4788人（001年），人口密度42人/平方公里。